# Pasolini
Pasolini – włosko-belgijsko-francuski dramat biograficzny z 2014 roku w reżyserii Abla Ferrary. Historia życia legendarnego włoskiego artysty i intelektualisty Piera Paola Pasoliniego. Zdjęcia kręcono w Rzymie.

## Obsada
- Willem Dafoe - Pier Paolo Pasolini
- Ninetto Davoli - Eduardo De Filippo
- Riccardo Scamarcio - Ninetto Davoli
- Valerio Mastandrea - Domenico „Nico” Naldini
- Adriana Asti - Susanna Pasolini
- Giada Colagrande - Graziella Chiarcossi
- Maria de Medeiros - Laura Betti
- Francesco Siciliano - Furio Colombo
- Luca Lionello - narrator

## Nagrody i nominacje
- 71. MFF w Wenecji
  - Nominacja: Udział w konkursie głównym o nagrodę Złotego Lwa